# Sächsische I V
Die Sächsische Gattung I {\displaystyle \textstyle {\mathfrak {V}}} waren Schlepptenderlokomotiven der Königlich Sächsischen Staatseisenbahnen der Bauart Mallet für den Güterzugdienst.
Trotz vorangegangener Misserfolge in Baden, Bayern und Preußen mit den Gelenklokomotiven der Bauart Mallet baute die Firma Hartmann in den Jahren 1898 bis 1903 30 Exemplare für die Königlich Sächsischen Staatseisenbahnen.
Schon bald stellten sich dieselben Mängel ein, welche man bei den anderen Fahrzeugen dieser Bauart festgestellt hatte. Durch das geteilte Triebwerk ließ sich die Reibungsmasse nicht vollständig ausnutzen, zudem neigten die Maschinen beim Anfahren recht stark zum Schleudern.
Nach dem Ersten Weltkrieg mussten sieben Exemplare als Waffenstillstandslokomotiven an Frankreich abgegeben werden. Die Deutsche Reichsbahn übernahm noch 13 Lokomotiven und gab ihnen die Betriebsnummern 55 6001–6013. Sie war die einzige Gelenkloktype mit Schlepptender, die 1925 im Umzeichnungsplan der Deutschen Reichsbahn neue Nummern erhalten hat. Bis 1927 wurden die Lokomotiven ausgemustert.